# Easonobius humilis
Easonobius humilis är en mångfotingart som först beskrevs av Ribaut 1923.  Easonobius humilis ingår i släktet Easonobius och familjen fåögonkrypare.
Artens utbredningsområde är Nya Kaledonien. Inga underarter finns listade i Catalogue of Life.